# Eugen Pusić
Eugen Pusić, född 1 juli 1916 i Zagreb, död 20 september 2010, var en kroatisk professor specialiserad på social välfärd och utveckling. Han har bland annat varit medlem och aktiv i Kroatiska vetenskaps- och konstakademien. Han vann flera pris för sitt bidrag till de akademiska disciplinerna social policy och organisationsbeteende. Bland annat fick han ett pris från Institute of Social Studies in the Hague 1962.
Eugen Pusićs dotter Vesna Pusić är en politiker och sedan 2011 Kroatiens utrikesminister. 